# Hong Kong Senior Challenge Shield 2019/20
Der Hong Kong Senior Challenge Shield 2019/20 war die 118. Austragung eines K.-o.-Fußballwettbewerbs in Hongkong. Teilnehmer waren die zehn Mannschaften der ersten Liga, der Hong Kong Premier League. Das Turnier begann am 21. September 2019 und endete mit dem Finale im Mong Kok Stadium am 2. Oktober 2020. Titelverteidiger war der Kitchee SC.

## Termine
| Runde         | Datum                               |
| ------------- | ----------------------------------- |
| 1. Runde      | 21. September 2019                  |
| Viertelfinale | 9. November 2019 10. November 2019  |
| Halbfinale    | 25. Dezember 2019 26. Dezember 2019 |
| Finale        | 2. Oktober 2020                     |

## Erste Runde
|                                                  | Ergebnis |                      |
| ------------------------------------------------ | -------- | -------------------- |
| 21. September 2019 (Tseung Kwan O Sports Ground) |          |                      |
| Yuen Long FC                                     | 0:3      | Lee Man FC           |
| 21. September 2019 (Yuen Long Stadium)           |          |                      |
| Happy Valley AA                                  | 0:1      | Hong Kong Pegasus FC |

## Viertelfinale
|                                           | Ergebnis |                      |
| ----------------------------------------- | -------- | -------------------- |
| 9. November 2019 (Tsing Yi Sports Ground) |          |                      |
| R&F                                       | 2:1      | Hong Kong Pegasus FC |
| 9. November 2019 (Mong Kok Stadium)       |          |                      |
| Eastern AA                                | 1:0      | Southern District FC |
| 10. November 2019 (Yuen Long Stadium)     |          |                      |
| Kitchee SC                                | 1:5      | Lee Man FC           |
| 10. November 2019 (Mong Kok Stadium)      |          |                      |
| Tai Po FC                                 | 5:1      | Hong Kong Rangers FC |

## Halbfinale
|                                      | Ergebnis |            |
| ------------------------------------ | -------- | ---------- |
| 25. Dezember 2019 (Mong Kok Stadium) |          |            |
| R&F                                  | 3:5      | Eastern AA |
| 26. Dezember 2019 (Mong Kok Stadium) |          |            |
| Lee Man FC                           | 3:0      | Tai Po FC  |

## Finale
|                                    | Ergebnis |            |
| ---------------------------------- | -------- | ---------- |
| 2. Oktober 2020 (Mong Kok Stadium) |          |            |
| Eastern AA                         | 2:0      | Lee Man FC |

## Torschützenliste
| Platz | Spieler         | Mannschaft | Tore |
| ----- | --------------- | ---------- | ---- |
| 1.    | Everton Camargo | Eastern AA | 4    |
| 2.    | Michaël N’dri   | Lee Man FC | 3    |
| 2.    | Gil             | Lee Man FC | 3    |
| 4.    | Giovane         | R&F        | 2    |
| 4.    | Jonathan Acosta | Lee Man FC | 2    |